# Johnny I hardly knew ye
Johnny I hardly knew ya (eller Johnny we hardly knew ye och Johnny I hardly knew ya) är en populär antikrigssång i den irländska folkmusiken. Låten härstammar från tidiga 1800-talet då irländska trupper tjänstgjorde för det Brittiska ostindiska kompaniet. Hundratals artister har framfört låten, bland annat The Pogues, The Dubliners, Dropkick Murphys.